# ライトニングサイクス
ライトニングサイクス (LIGHTNING SAIX) はトミー（現タカラトミー）が展開する『ゾイド』シリーズに登場する架空の兵器。

## 概要
『ゾイド』第2期シリーズ（1999～2006年）より登場。背景ストーリーである『ゾイドバトルストーリー』にて登場したほか、2000年放送のアニメ作品『ゾイド-ZOIDS-』においては主要登場人物の乗機として活躍した。媒体ごとに設定は異なる。

## 設定解説
| ライトニングサイクス LIGHTNING SAIX | ライトニングサイクス LIGHTNING SAIX |
| ----------------------------------- | --- |
| 番号                                | EZ-035 |
| 所属                                | ガイロス帝国 |
| 分類                                | チーター型 |
| 配備数                              | 70機(ZAC2100年秋時点) |
| 全長                                | 18.4m |
| 全高                                | 8.8m |
| 重量                                | 65t |
| 最高速度                            | 325km/h |
| 乗員人数                            | 1名 |
| 武装・装備                          | パルスレーザーライフル×2 レーザーキラーファング×2 2連バルカン砲 ストライクレーザークロー×4 ブースターパック ウイングスタビライザー×2 バーティカルスタビライザー×2 マルチセンサーテイル                                                   |
| 武装（HMM）                         | パルスレーザーライフル×2 レーザーキラーファング×2 2連バルカン センサーユニット（耳部分） ストライクレーザークロー×4 対地センサー 高速ブースターパック ウイングスタビライザー×2 バーティカルスタビライザー×2 ミサイルポッド AZ2連装衝撃砲 |
| 主な搭乗者                          | アイン・ツェルカンプゥ（バトルストーリー） レイラ・ターレス（インフィニティ） |

『ゾイドバトルストーリー』におけるライトニングサイクス
ガイロス帝国軍が西方大陸戦争に開発したチーター型高速ゾイド。「閃光の剣（つるぎ）」の異名を持つ。ヘリック共和国軍の高速戦闘部隊に苦戦を強いられる中、コマンドウルフを超える中型高速ゾイドの開発を迫られた帝国軍技術部が、既に基本設計を含め旧式化していたヘルキャットの後継機として開発した、限定的なオーガノイドシステム(OS)を採用し完成させた次世代機。また、開発にあたってはレッドコマンドウルフの研究データを反映した、予てから開発していた新型高速ゾイドがベースという説明も存在する。脚部には消音機能が施されているとともに放射熱を抑えた優れた隠密性はそのままに、ブースターパックによる出力でブレードライガーを上回る機動力を獲得し、運動性能はジェノブレイカーをも凌駕する。また、OSの搭載によってシールドライガーを超えたパワーを持ち、高速域の戦闘ではライガータイプを圧倒する。ガイロス帝国技術部が威信をかけて作り出したゾイドであり、そのステルス性の高さから偵察・破壊工作においても機能する機体となった。
技術陣の要求性能を満たしつつも、OSの搭載によって機体は大型化し、その生産性は悪化した。しかしながら性能は当時の高速部隊主力機だったセイバータイガーをも上回ったことから、想定されていたヘルキャットに代わる支援機に留まらず、セイバータイガーに代わる新主力機となった機体である。
アニメ『ゾイド-ZOIDS-』、『ゾイド新世紀スラッシュゼロ』におけるライトニングサイクス
ドクター・ディが古代ゾイド人が遺した遺跡の技術を取り入れて開発した新型ゾイド。作中では量産計画も存在したが、実現しなかった。詳細は#ライトニングサイクス アーバイン仕様を参照。
同作の続編である『ゾイド新世紀スラッシュゼロ』においてもライトニングサイクスが複数体登場する（#ライトニングサイクスTS、#ライトニングサイクスJaSを参照）。
『HMM(ハイエンドマスターモデル)』におけるライトニングサイクス
セイバータイガーとヘルキャットの運用が戦力不足になったことから開発されたセイバータイガーの支援用ゾイドで、デスキャットやライジャーの技術を取り入れ、加えてオーガノイドシステムを搭載した機体。熱分散装甲と熱分散塗料によって高いステルス性を発揮し、試作機のうち一つはドクターDに委ねられ、調整が施されている。一方で、古代遺跡の技術を取り入れて開発されていたゾイドが一度は共和国・帝国間の大戦終結で見送らた後、さらなる紛争の発生と共和国・帝国間の再戦を想定した軍備拡張も視野に入れ、ドクター・ディが古代遺跡の技術を取り入れて開発したゾイドとした設定も存在する。

### 武装・装備
パルスレーザーライフル
背部に装備された長射程・狙撃用のビーム砲。旋回式にすると高速戦闘時における命中率が極度に低下するため正面固定としている。
レーザーキラーファング
ライトニングサイクスの牙部。レーザーを発生させて攻撃する。
2連バルカン砲
ライトニングサイクス頭部の、対小型ゾイド・接近戦用の重機関砲。
ストライクレーザークロー
四肢に装備。疾走時には爪部が折り畳まれ、攻撃時に展開する。
ライガーゼロなどに先んじて装備されたもの。
ブースターパック
背部に装備されるバックパック。後端には加速用のジェットブースターを備えている。
ウイングスタビライザー
ブースターパックに搭載された補助翼。高速走行時に展開することで、姿勢を保つ効果が働く。
バーティカルスタビライザー
本体後部に装備される。垂直尾翼となっており、走行時の姿勢を制御する。
マルチセンサーテイル
高速走行時のバランサーとなる尾部。後方警戒用のレーダーも備える。
マイクロミサイルポッド
『HMM』版ライトニングサイクスの背部に内蔵されたミサイルポッド。
AZ2連衝撃砲
こちらも『HMM』版ライトニングサイクスの腹部に内蔵された武装。

## キット

### トミー（タカラトミー）版
キットはブレードライガーとコマンドウルフの中間程度の大きさの独自のクラスに属し、機構的にも独特の部分が多い。動力部は中型ゼンマイキット用のHiパワーユニットと同じ寸法（よって中型ゼンマイゾイドの電動化改造に転用可能）であり、電源（単四電池2本使用）は外部から供給される。大きな特徴として電流（＝モーターの回転）方向を切り替えることによって出力軸の回転方向を保ったままギア比だけを変える変速機構を内蔵している。
本機の歩行ギミックは動力部から直接駆動されるのではなく、動力は胴体内右側面に作りつけの最終減速ギアボックスを介して四肢に伝達される。各脚駆動軸基部の偏心部を基点とするリンク機構により膝を曲げながら歩行するが、足首はフリーの関節である。三角形のカムを使用する脚動作機構は新型のもので後にレイズタイガーにも採用されている。上記の変速機構は手動で上下する尻尾（上げて高速、下げて低速）を介して作動させられるが、電池ボックス内蔵のバックパックを外し、カスタマイズパーツCP-16 ゾイドコントローラーを接続することで手許からの変速操作が可能になる。公式に推奨される組み換えではないが、接続端子の規格は同じであるためバーサークフューラーとバックパックを交換することもできる。また、ある時期を境に装甲の表面に鋳造表現のようなディテールが追加された。初期生産分にはこのようなディテールは見られない。
アニメ『ゾイド新世紀スラッシュゼロ』米国展開時はハズブロ社から赤色部を黄色カラーに変更し、ゾイドコントローラーをセットにしたキットが発売された。
連動ギミックはなし。手動ギミックはコクピットハッチ（頭部・前ヒンジ）と口の開閉、バックパック左右の安定翼の展開、頭部・尻尾の上下動および四肢の爪の展開と収納。ネコ科動物型ゾイドで唯一爪を出し入れ可能な機種。
なお、背部パルスレーザー砲塔は構造上、俯仰は可能だが旋回不可。

### HMM(ハイエンド・マスターモデル)シリーズ
シリーズ第20弾として2010年7月発売。マーキングプラスバージョンは2020年9月発売。収納式の背部マイクロミサイルポッドと胸部二連衝撃砲が追加された。出し入れ可能な爪は一本ごとの可動軸に加え､左右に広げた状態のものと差し替えることで、さまざまな表情をつけることが可能になっている。また、背部レーザー砲塔も旋回可動できるようになっている。
2013年2月にはアニメ『ゾイド -ZOIDS-』第48話に登場したライトニングサイクス アーバイン仕様がイリサワ流通限定商品として発売。オレンジキャノピー用パーツと拘束具、アーバインフィギュア2種（立像とコックピットに座った形態）が付属されている。

## 作中での活躍

### バトルストーリー
『ゾイド公式ファンブック』(小学館)
『ゾイド公式ファンブック2』にて初登場。ZAC2100年7月にロールアウトし、第二次全面会戦の敗北を受け撤退する友軍を支援するべく北エウロペ大陸レッドラストに、改造ジェノザウラーとデススティンガーを引き連れ司令官搭乗機として派遣された。共和国部隊と交戦するが、その最中に暴走したデススティンガーの無差別攻撃を受けることになる。司令官が感知しなかったこの事態に対し、高い運動性能と幸運によって激しい攻撃を紙一重で回避し、帝国側特殊部隊で唯一の生存機となった。
同年9月にはウルトラザウルス率いるデストロイヤー兵団を攻撃すべくジェノブレイカーなどと共に向かったものの、作戦に向かった機体のその後の動向は定かではない。
『ゾイド公式ファンブック3』においてはZAC2101年7月に行われたニクス大陸エントランス湾上陸作戦で登場。直前に鉄竜騎兵団（アイゼンドラグーン）の攻撃によってガイロス帝国軍守備隊がダメージを受けていたこともあり、シャドーフォックスに苦戦する場面も見られた。
『ゾイド公式ファンブック4』ではZAC2101年9月に行われた帝国軍シュバルツ中佐と共和国軍ハーマン中佐の会談の際にダークホーンとともにシュバルツの護衛役を務めたが、シュバルツ暗殺任務を帯びたライガーゼロイクスの前になす術もなく撃破されている。
同年11月プロイツェンの反乱では共和国軍と共闘、この機体も首都ヴァルハラでプロイツェンナイツ部隊と激突した。
『Zi REPORT』(トミー)
西方大陸戦争終結後に同大陸に残存した帝国軍の機体が、テスト走行中のライガーゼロと交戦。ライガーゼロを追撃し肉薄するも、装甲を排除した隙を突かれ取り逃がしている。

## バリエーション

### ライトニングサイクス アーバイン仕様
| ライトニングサイクス アーバイン仕様 | ライトニングサイクス アーバイン仕様 |
| ----------------------------------- | --- |
| 番号                                | Zi-035 |
| 所属                                | ガーディアンフォース |
| 分類                                | チーター型 |
| 全長                                | 18.4m |
| 全高                                | 8.8m |
| 重量                                | 65t |
| 最高速度                            | 325km/h 330km/h |
| 乗員人数                            | 1名 |
| 武装(HMM)                           | パルスレーザーライフル×2 レーザーキラーファング×2 2連バルカン センサーユニット（耳部分） ストライクレーザークロー×4 対地センサー×4 高速ブースターパック ウイングスタビライザー×2 バーティカルスタビライザー×2 マイクロミサイルポッド AZ2連衝撃砲 高速機動用機能保全装置×4（拘束具） |
| 主な搭乗者                          | アーバイン（ゾイド -ZOIDS-） |

アニメ『ゾイド -ZOIDS-』にてアーバインが搭乗する専用機。元々は遺跡から入手した古代ゾイド人の技術を取り入れ、帝国軍とドクター・ディが共同で開発した新型ゾイドであったが、コマンドウルフISのメモリーバンクを移植されている。
登場当初は眼の色が緑であったが、コマンドウルフのメモリーバンク同調後は眼の色がオレンジとなっている。また、残像形成機能（ホログラフィ）を搭載。ミサイルなどの攻撃を回避することが可能となっている。第50話からは改修され、電子振動シールドを装備。荷電粒子砲に対する防御能力を獲得している。また、第63話ではこのシールドがブレードライガー、ディバイソンと共にデススティンガーを封じ込める「デルタ・フォーメーション・ブロッケイド」に使用された。
この呼称は小学館より刊行された『ゾイドエンサイクロペディア』掲載時のもの。『ゾイドバトルカードゲーム』においては「ライトニングサイクス・IrS」という呼称が用いられた。ゲーム『ZOIDS SAGA』においては、「ライトニングサイクスAS」と呼称される。
拘束具装着仕様
アニメ『ゾイド -ZOIDS-』第48話に登場。ライトニングサイクスの機能を制限するための拘束具を纏った状態。後にコマンドウルフのメモリーバンクとの同調と共に排除された。
この呼称は放送当時のアニメ公式サイト掲載時のもの。コトブキヤのプラモデルキットでは「高速機動用機能保全装置」（または拘束具）とする記述もみられる。
作中の活躍
アニメ『ゾイド -ZOIDS-』
第48話から登場。拘束具を身に纏った試験走行で幾つかの機能を披露したが、その際にテストパイロットの失神に起因する事故を受け、頭脳にあたるメモリーバンクが損傷。この解決策としてレイヴンのジェノブレイカーとの戦闘で大破したアーバインのコマンドウルフISのメモリーバンクを移植した。当初アーバインはメモリーバンクの移植を拒否したが、ムンベイの説得で了承。当初はコマンドウルフのメモリーバンクとリンクせず分解の危機にあったが、アーバインの叫びと同時にメモリーと同調を果たした。ヒルツにさらわれたヘリック共和国のルイーズ大統領を救出し、以後はコマンドウルフに代わるアーバインの新たな愛機として活躍した。
対デススティンガー戦では、ブレードライガーと共に逃走したデススティンガーの追撃を行う。その後はウルトラザウルス内でのオーバーホールに伴い、作中での出番を終えた。
ジェノブレイカーの攻撃により生産ライン立ち上げ中の工場を破壊されたため、劇中ではアーバインのものが唯一の機体となった。
漫画『ゾイドバトルストーリー』
アニメ同様アーバインの乗機として登場する。

### ライトニングサイクス・BS
| ライトニングサイクス・BS | ライトニングサイクス・BS |
| ------------------------ | ------------------------ |
| 番号                     | EZ-035・BS               |
| 所属                     | ガイロス帝国             |
| 分類                     | チーター型               |
| 全長                     | 18.4m                    |
| 全高                     | 8.8m                     |
| 重量                     | 65t                      |
| 最高速度                 | 310km/h                  |
| 乗員人数                 | 1名                      |
| 主な搭乗者               | バレット・ガッター       |

ライトニングサイクスのテスト機体であり、量産機に比べて格闘性能で劣るものの、砲撃力では優っている。初出は『ゾイドバトルカードゲームノートマップ』。ゾイド公式ファンブック2巻にも登場しているが、図鑑での登場に止まりで本編では未登場。
ガイロス帝国技術部所属のテストパイロット、バレット・ガッター中尉が搭乗。試験運用中にブレードライガーKSと遭遇戦を行った。

### ライトニングサイクス・JaS
| ライトニングサイクス・JaS | ライトニングサイクス・JaS                      |
| ------------------------- | ---------------------------------------------- |
| 所属                      | 無所属 →チーム・ライトニング（スラッシュゼロ） |
| 所属                      | Zi-035                                         |
| 分類                      | チーター型                                     |
| 全長                      | 18.4m                                          |
| 全高                      | 8.8m                                           |
| 重量                      | 65t                                            |
| 最高速度                  | 325km/h                                        |
| 乗員人数                  | 1名                                            |
| 主な搭乗者                | ジャック･シスコ（スラッシュゼロ）              |

アニメ『スラッシュゼロ』に登場したジャック・シスコの専用機。機体の外観はノーマル機と同様。
この機体呼称は『ゾイドバトルカードゲーム』に登場した際のもの。
作中の活躍
第5話にて初登場。チーム・ライトニング所属後は11話・23話・24話と登場。
ジャックがチーム・チャンプに雇われた際の対戦では、チーム・ブリッツを追い詰めるも、初陣を飾るライガーゼロイエーガーとの高速戦闘の末に敗れるも、タイカー姉妹らチーム・ライトニング所属後の対戦では独特の連携攻撃を駆使し、チーム・ブリッツの連勝を止めた。後のロイヤルカップにおける対戦では、イエーガーの奇襲によりジャックは敗れ、タスカー姉妹もそれぞれ敗れている。

### ライトニングサイクス・TS
| ライトニングサイクス・TS | ライトニングサイクス・TS                                              |
| ------------------------ | --------------------------------------------------------------------- |
| 所属                     | チーム・ライトニング（スラッシュゼロ）                                |
| 分類                     | チーター型                                                            |
| 全長                     | 18.4m                                                                 |
| 全高                     | 8.8m                                                                  |
| 重量                     | 65t                                                                   |
| 最高速度                 | 325km/h                                                               |
| 乗員人数                 | 1名                                                                   |
| 主な搭乗者               | クリス・タスカー（スラッシュゼロ） ケリー・タスカー（スラッシュゼロ） |

『ゾイド新世紀スラッシュゼロ』にて、タスカー姉妹の搭乗する専用機。頭部と脚部（クリスは青、ケリーは緑）のカラーリングが異なるが、それ以外のノーマル機との差異は無い。『スラッシュゼロ』作中の機体はクリス、ケリー機の双方とも鼻部に青色のカラーが施されており、脚部装甲側面が赤色となっている。
名称は「ゾイドVS.II」に登場した際のもの。

### ライトニングサイクスRM
『ゾイドタクティクス』に登場。共和国仕様のライトニングサイクス。キャノピーがオレンジになり、青系の塗装が施されている。

### シノビサイクス
『ゾイドジェネレイションズ』に登場する個体。輝く獣と煌く獣の覚醒を促す神殿を、乗り手亡き後も守護し続けていた。隈取の施された頭部は、秘密を守る意思表示である特殊なマスクで覆われている。装甲は、放熱を抑える改修が施されており、隠密性をさらに向上させている。忍びの名の通り特殊な武装が多く、マスク先端に内蔵された神経毒を含む吹矢や両前脚のカウンターブレード、背部には通常弾のほか煙幕弾や信号弾を搭載した火筒を装備している。また、バラッツを自在に操る「蟲使い」の技を持つ。

### ライトニングサイクス・レーザーアタッカー
学年誌『小学二年生』2000年11月号に掲載された改造ライトニングサイクス。バックパックの砲身を交換し、ハードポイントにはレドラー用のブースターキャノンも装備。カラーリングはオレンジ主体となっている。同誌掲載の漫画『ゾイドバトルストーリー』でもアーバインが搭乗するライトニングサイクスが同様の装備を搭載し、デススティンガーに立ち向かった。

### フラッシュサイクス
『小学三年生』誌に登場。ライトニングサイクスの背部に稲妻を発射可能な刀「フラッシュブレード」や加速用の「ハイパーブースター」を取り付けている。機体色は黄色。ストーリー中ではウルトラザウルスの出現によって窮地に立たされたジェノシザーズの救援に駆けつけるもリニアキャノンの前に窮地に立たされ、エレファンダーとメタルライモスの増援を受けている。
スチル写真は書籍『ゾイド改造マニュアル』にも掲載が確認できる。

### ライトニングサイクスBS(ブラックスペシャル)
| ライトニングサイクスBS(ブラックスペシャル) | ライトニングサイクスBS(ブラックスペシャル) |
| ------------------------------------------ | ------------------------------------------ |
| 全長                                       | 18.5m                                      |
| 全高                                       | 13.5m                                      |
| 重量                                       | 105.0t                                     |
| 最高速度                                   | 285km/h(陸) 420km/h(空)                    |

『小学五年生』2000年11月号に掲載された改造ライトニングサイクス。背部にはビームガトリングユニットやジェノブレイカーのウイングスラスター、大型の主翼を備えたバックパックを装備。飛行時にはこれが可変して機体前方に配置される。
資料によって「ライトニングサイクスBS（ブラック・ステルス）」、「ライトニングサイクスBS（ブラックスペシャル）」と表記揺れが見られる。

### ライトニングバスター
『小学四年生』2000年12月号に掲載された改造ライトニングサイクス。背部にはビームガトリングユニットやビームキャノンセットが取り付けられ、機動力を補うため前脚部にはウイングが設置されている。
キットを用いた改造ホビー漫画『ゾイドバトラー雷牙』では天城理央が使用。通常時は285km/hとなるが、背部パーツを取り外すことで500km/hになる。ラン・ファイトでバーニングライガーと戦うも、捨てた武器を踏み台にされ敗北した。